# Семинол (Техас)
Семинол (англ. Seminole) — город в США, расположенный в западной части штата Техас, административный центр округа Гейнс. По данным переписи за 2010 год число жителей составляло 6430 человек, по оценке Бюро переписи США в 2018 году в городе проживало 7460 человек.

## История
Земля для будущей столицы округа Гейнс была пожертвована инвесторами из Нью-Йорка в 1905 году. Одним из первых в 1906 году переехало почтовое отделение, в том же году был основан банк Seminole National Bank, а годом спустя в городе появился банк First State Bank. В 1912 году грабители вынесли из банка Seminole National Bank более 3000 долларов. В 1914 году два банка объединились. В 1936 году город получил собственные органы местного управления в виде городского совета. В 1937 году школьный округ Семинола считался самым протяжённым, его площадь составляла более 1950 км2, хотя в округе обучалось всего 370 человек.

## География
Семинол находится в центре округа, его координаты: 32°43′08″ с. ш. 102°38′42″ з. д..
Согласно данным бюро переписи США, площадь города составляет 9,5 км2 и целиком занята сушей.

### Климат
Согласно классификации климатов Кёппена, в Семиноле преобладает семиаридный климат умеренных широт.
| Показатель                    | Янв.  | Фев.  | Март  | Апр. | Май  | Июнь | Июль | Авг. | Сен. | Окт. | Нояб. | Дек.  | Год   |
| ----------------------------- | ----- | ----- | ----- | ---- | ---- | ---- | ---- | ---- | ---- | ---- | ----- | ----- | ----- |
| Абсолютный максимум, °C       | 28,3  | 31,1  | 35    | 37,2 | 42,8 | 45,6 | 45   | 42,8 | 41,1 | 38,9 | 31,7  | 28,3  | 45,6  |
| Средний суточный максимум, °C | 13,7  | 16,3  | 20,4  | 25,6 | 29,8 | 33,9 | 34,5 | 33,8 | 30,3 | 25,3 | 18,8  | 14,3  | 24,7  |
| Средняя температура, °C       | 5,3   | 7,5   | 11,3  | 16,3 | 21   | 25,4 | 26,6 | 25,9 | 22,3 | 16,8 | 10,2  | 6,1   | 16,2  |
| Средний суточный минимум, °C  | −3,1  | −1,2  | 2,1   | 7,1  | 12,2 | 17,1 | 18,6 | 18   | 14,4 | 8,4  | 1,7   | −2,2  | 7,7   |
| Абсолютный минимум, °C        | −22,8 | −21,7 | −13,3 | −6,7 | −2,2 | 6,7  | 10   | 10,6 | 1,1  | −6,7 | −15   | −18,3 | −22,8 |
| Норма осадков, мм             | 15    | 18    | 20    | 26   | 57   | 52   | 57   | 50   | 60   | 40   | 18    | 16    | 429   |
| Источник: weatherbase.com     |       |       |       |      |      |      |      |      |      |      |       |       |       |

## Население
Согласно переписи населения 2010 года в городе проживало 6430 человек, было 2275 домохозяйств и 1725 семей. Расовый состав города: 81,9 % — белые, 1,8 % — афроамериканцы, 0,5 % — коренные жители США, 0,5 % — азиаты, 0,0 % (0 человек) — жители Гавайев или Океании, 13 % — другие расы, 2,3 % — две и более расы. Число испаноязычных жителей любых рас составило 40,7 %.
Из 2275 домохозяйств, в 37,9 % живут дети младше 18 лет. 58,9 % домохозяйств представляли собой совместно проживающие супружеские пары (28,3 % с детьми младше 18 лет), в 12 % домохозяйств женщины проживали без мужей, в 4,9 % домохозяйств мужчины проживали без жён, 24,2 % домохозяйств не являлись семьями. В 21,7 % домохозяйств проживал только один человек, 7,9 % составляли одинокие пожилые люди (старше 65 лет). Средний размер домохозяйства составлял 2,79 человека. Средний размер семьи — 3,26 человека.
Население города по возрастному диапазону распределилось следующим образом: 33,6 % — жители младше 20 лет, 26,5 % находятся в возрасте от 20 до 39, 28,2 % — от 40 до 64, 11,7 % — 65 лет и старше. Средний возраст составляет 31,4 года.
Согласно данным пятилетнего опроса 2018 года, средний доход домохозяйства в Семинола составляет 50 792 доллара США в год, средний доход семьи — 69 839 долларов. Доход на душу населения в городе составляет 23 474 доллара. Около 5,5 % семей и 8,5 % населения находятся за чертой бедности. В том числе 3,4 % в возрасте до 18 лет и 8,9 % в возрасте 65 и старше.

## Инфраструктура и транспорт
Через город проходят автомагистрали США под номерами 62, 180 и 385, а также автомагистраль 214 штата Техас.
В городе находится муниципальный аэропорт округа Гейнс. Аэропорт располагает двумя взлётно-посадочными полосами длиной 1640 и 1523 метра. Ближайшим аэропортом, выполняющим коммерческие пассажирские рейсы, является региональный аэропорт округа Ли в Хоббсе, штат Нью-Мексико, примерно в 60 километрах к западу от Семинола.

## Образование
Город обслуживается независимым школьным округом Семинол.